# Хурульный
Хурульный — исчезнувший хутор в Дубовском районе Ростовской области. С 1907 и до начала 1920-х - станица Чунусовская. Станица входила в состав Сальского округа Области войска Донского. Располагалась по левой стороне реки Большой Гашун.
Название станицы производно от этнонима чонос (от калм. чонс - волки) - названия одного из калмыцких родов.

## История
Изначально Чунусовской называлась 1-я сотня Среднего улуса Калмыцкого округа. Согласно Списку населённых мест по сведениям 1859 года в Чунусовской калмыцкой сотне насчитывался 361 двор (кибитки), имелась молитвенная кибитка, всего проживал 1361 человек. Тем не менее, при переходе к станичному делению в 1877 году Чунусовская сотня была включена в юрт станицы Власовской.
Станица образована на основании постановления войскового правления в 1906 году (по другим данным в 1907 году) путём выделения из юрта станицы Власовская владений хуторов Чунусовский и Хурульный (Новохурульный). В Хурульном на тот момент проживало 249 семей, в Чунусовском - 358. Центром новой станицы был избран хутор Хурульный, переименованный в станицу Чунусовскую. Так рядом расположились два населённых пункта - станица Чунусовская, а в пяти верстах от неё хутор Чунусовский.
Согласно данным первой Всероссийской переписи населения в 1897 году в хуторе Новохурульном юрта станицы Власовской проживало 487 душ мужского и 497 женского пола, также 10 душ мужского пола проживало при местном хуруле.
В 1907 году в юрте станицы проживали 416 казаков. Согласно Алфавитному списку населённых мест области войска Донского 1915 года издания в станице Чунусовской насчитывалось 155 дворов, в которых проживало 550 душ мужского и 507 душ женского пола. Весной 1918 года казаки-чунусовцы были организаторами отряда, вошедшего в состав Степного похода генерала П.Х. Попова. Впоследствии многие из них были вынуждены эмигрировать.
В результате Гражданской войны и переселения части населения на территорию образованной в 1920 году Калмыцкой АО население хутора резко сократилось. Согласно первой Всесоюзной переписи населения 1926 года население хутора Хурульного Эркетиновского сельсовета Дубовского района составило 53 человека, все калмыки.
Бывшая станица Чунусовская (хутор Хурульный) была  упразднена в мае 1932 года в связи с переселением калмыцкого населения.

## Население
Динамика численности населения
| 1897 | 1915 | 1926 |
| ---- | ---- | ---- |
| 995  | 1057 | 53   |